# Gladys Emerson
Pour les articles homonymes, voir Emerson.
Gladys Ludwina Anderson Emerson (1er juillet 1903 - 18 janvier 1984) est une historienne, biochimiste et nutritionniste américaine qui étudie l'impact des vitamines sur le corps. Elle est la première personne à isoler la vitamine E sous une forme pure et remporte la médaille Garvan-Olin en 1952.

## Jeunesse et éducation
Gladys Anderson est née le 1er juillet 1903 à Caldwell, Kansas ; elle est le seul enfant d'Otis et de Louise (Williams) Anderson. Elle fréquente l'école primaire à Fort Worth, Texas et le lycée à El Reno, Oklahoma .
Elle obtient son baccalauréat ès sciences (BS) en chimie et physique et son diplôme Artium Baccalaureatus (AB) en anglais de l'Oklahoma College for Women,,. En 1926, elle obtient sa maîtrise ès arts (MA) en histoire et économie à Stanford,.
Après avoir été chef de département dans un collège, enseignant la géographie et l'histoire, elle accepte une bourse de recherche en biochimie et nutrition à l'Université de Californie à Berkeley. Elle termine son doctorat en nutrition animale et en biochimie à Berkeley en 1932. En 1932, elle épouse son collègue, Oliver Huddleston Emerson. Immédiatement après, ils sont tous deux acceptés comme boursiers postdoctoraux à l'Université de Göttingen, en Allemagne où elle travaille avec les lauréats du prix Nobel Adolf Windaus et Adolf Butenandt,.

## Carrière
De 1933 à 1942, Anderson est chercheur associée à l'Institut de biologie expérimentale de l'Université de Californie à Berkeley, travaillant avec Herbert McLean Evans. Herbert Evans avait identifié et nommé la vitamine E en 1922, mais Gladys Emerson est la première personne à l'isoler, en obtenant de l'alpha-tocophérol à partir d'huile de germe de blé. En 1940, elle et son mari divorcent. En 1942, elle part travailler pour Merck & Co. en tant que chercheuse, où elle reste pendant 14 ans, devenant chef du département de nutrition animale. Elle travaille avec des singes rhésus, étudiant le complexe de vitamine B. Chez Merck, elle identifie l'impact de la rétention de B 6 comme contribuant au développement de l'artériosclérose, ou durcissement des artères. De 1950 à 1953, elle travaille à l'Institut Sloan-Kettering, recherchant le lien entre l'alimentation et le cancer,.
En 1956, elle devient professeur de nutrition au College of Letters and Sciences de l'Université de Californie à Los Angeles. En 1961, elle rejoint la division des sciences nutritionnelles de l'École de santé publique de l'Université, où elle est vice-présidente de 1962 à 1970.
En 1969, le président Richard Nixon nomme Emerson vice-présidente du Panel on the Provision of Food as It Affects the Consumer (The White House Conference on Food, Nutrition, and Health). En 1970, elle est témoin expert devant l'audience de la Food and Drug Administration sur les vitamines et les suppléments minéraux et les additifs alimentaires.
Elle est décédée le 18 janvier 1984 à Santa Monica, en Californie. Elle est enterrée près de ses parents à El Reno, Oklahoma le 24 janvier 1984.